# ようこそ実力至上主義の教室への登場人物
ようこそ実力至上主義の教室への登場人物（ようこそじつりょくしじょうしゅぎのきょうしつへのとうじょうじんぶつ）は、衣笠彰梧による日本のライトノベル作品『ようこそ実力至上主義の教室へ』、および同作を原作としたメディアミックス作品に登場する人物の一覧。
声の項は特記がない限りテレビアニメ版の担当声優。また、本作は作中で度々クラス名が変わるため、物語開始時点のクラス名で統一し、クラス名の変遷については補足として表記している。

## 1年生→2年生→3年生
2年生編第1巻および、3年生編第1巻において進級した。

### Dクラス（堀北クラス）
当初は授業態度や生活態度が悪く、5月の支給ポイントがゼロになったり、暴力事件に巻き込まれたりと何かと不良品扱いをされ、他のクラスからも見下されていたが無人島試験での大勝利をきっかけにクラスメート達の絆が深まり、徐々に頭角をあらわすようになっていく。
1年時3学期（1年生編第8巻）時点でCクラスに昇格するも、選抜種目試験終了（1年生編第11巻）時点でDクラスに降格する。無人島サバイバル試験終了（2年生編第4.5巻）時点で再びCクラスに昇格し、さらに満場一致試験終了（2年生編第5巻）時点でBクラスに昇格する。2年生学年末試験終了（2年生編第12巻）時点でAクラスへと昇格する。
綾小路清隆（）
声 - 千葉翔也 / 花江夏樹（2015年PV）
本作の主人公。クラスの男子生徒で、クラス内でも特に目立たず、必要でもない限りは他者とのコミュニケーションにも積極的でないなど、やる気のない性格をしている。
一見すると無気力で特徴のない人間のようだが、実は「ホワイトルーム」の出身者であり、極めて高い学力や身体能力を持っているが、自分なりに一般的な高校生として穏やかに過ごすことを目的としているために実力を隠している。

堀北鈴音（）
声 - 鬼頭明里 / 大西沙織（2015年PV）
クラスのリーダーを務める女子生徒。読書と勉強に励み、容姿端麗で成績も優秀だが性格に難があり、他人に対する配慮や思いやりに欠け人間関係を疎かにしていたためDクラスに配属された。当人はこのクラス分けに納得しておらず、Aクラスへの昇格を目指している。学園の生徒会長・堀北学の妹であり、学に対しては尊敬の念を抱くと共に「学に追いつきたい」という願望を持っているが、兄妹仲は険悪になっている。

櫛田桔梗（）
声 - 久保ユリカ / 高橋未奈美（2015年PV）
学校では男女問わず人気がある女子生徒で、容姿端麗かつコミュニケーション能力が高い。学校中の生徒と友達になることを目標としており、鈴音に対してもアプローチしている。しかし、本性は極度の承認欲求を持ち傲慢で利己的な性格であり、周囲の人間を見下している。

軽井沢恵（）
声 - 竹達彩奈
クラスのヒエラルキー最上位にいるギャル系の女子生徒で、クラス内の女子をまとめている。入学後早々に平田と交際するが、実際はクラスのまとめ役であるという彼の地位を利用して「寄生」しているだけで恋愛関係ではない。

佐倉愛里（）
声 - M・A・O
目立つことを嫌う気弱な女子生徒。優れた容姿とプロポーションを持っているが、猫背と俯きがちなせいで気付く人は少なく、地味な少女として振舞っている。こういった他人とのコミュニケーション能力に欠ける点は高校生になる前から問題視されており、彼女がDクラスとなる原因となっている。
芸能界ではグラビアアイドルの雫（しずく）として活躍している。生徒と学外との連絡の一切を禁じているため在学中はアイドル活動は休止中だが、インターネットは対象外で、ネット上で画像を公開するなどして活動している。ストーカー被害を清隆と一之瀬に助けられて以降、清隆に好意を抱くようになる。
1年生編6巻にて「綾小路グループ」の一員となっており。グループの仲間とは波瑠加の提案から下の名前で呼び合っている。
しかし、清隆からは内心ではクラスの中で最も価値が低い存在であると見なされている。
キャラクターデザイン
衣笠はメガネをかけていたらダメというジンクスをなくしたいという理由からメガネをつけたという。また、トモセは地味で内気なキャラのため髪色など見た目だけでも派手にしたいと思ったという。
担当声優の演技・役作り
佐倉愛里役を務めるM・A・Oは「かわいい子なのでそのかわいさは残しつつ、引っ込み思案な感じでお願いします」と指示を受け、「性格上うまく言葉にできなかったり、強く言えなかったりしたが、徐々に言えるようになっていくところを、きちんと表現できるようにした」と振り返っている。
商品
- 2017年10月14日から同月31日までゲーマーズ全店・ゲーマーズオンラインにて佐倉愛里の誕生日（10月15日）を祝うスペシャルフェア「ようこそ佐倉愛里至上主義のコーナーへ」が開催され、抱き枕カバーやタペストリー、Tシャツなどの商品が発売された。
- 2018年3月に着替え中の「佐倉愛里1/7スケールフィギュア」が発売された。

平田洋介（）
声 - 逢坂良太
サッカー部に所属し、クラスのまとめ役を果たしている男子生徒。櫛田と同様に容姿端麗でコミュニケーション能力が高く、成績も優秀なため女子からの人気も高い。入学後早々に恵と交際し始めているが、実際は彼女の身を護るための偽りの関係である。
中学時代にいじめを受けた友達が自殺未遂をするが、翌日から別の生徒へのいじめが始まったことで最下位になる者が変わるだけということに気付き、その後学年全体を自らの暴力による恐怖で支配する。自分以外の全員を最下位にすることでいじめをなくしたものの同時に笑顔も失われ、このことが平田のトラウマとなり人格形成に影響している。この事件が原因で、当初Aクラスへの配属が予定されていたが、Dクラスへの配属へと変更された。
清隆に対しては当初抱いていた地味な印象に反ししっかりとした自己を持っていると評価している。清隆の暗躍により結果的にクラスの雰囲気が向上したこと、偽りの彼氏となってまで救おうとした恵を立ち直らせたことに感謝しており、クラスメイトのみーちゃん（王美雨）に清隆のことを「頼りになる」と活き活きとして語るなど、クラスメイトの中でも特別に清隆への信頼を抱いている。クラス内投票にて山内が退学に追い込まれた際はしばらくの間、落ち込んでいたが清隆によって立ち直った。それ以降、清隆とは互いに下の名前で呼び合うようになっている。
担当声優の演技・役作り
平田洋介役を務める逢坂は「監督と音響監督に『自分が思っている以上にオーバーなお芝居をやってください』と言われたので、普通に爽やかにやることはできるが、それよりもさらに、嘘くさいくらいでやるようにしている」と振り返っている。また、逢坂はテレビアニメ第3期で印象に残った平田の台詞として「黙れよ、堀北…！」を挙げており、この台詞のシーン以降暫く続いていく「闇平田」の演技に際して制作陣から「別人になってもいい」と言われたことから、自由に演じたと振り返っている。
評価
- 『このライトノベルがすごい！2016』のコーナー「こころが震えた名セリフ！」では1年生編第1巻で平田洋介が発した「茶柱先生。僕らはそんな話、説明を受けた覚えはありません」とそれに対する茶柱佐枝の返答「なんだ。お前らは説明されなければ理解できないのか」が紹介されている。
- 編集者・ライターの飯田一史は、教育の二大原理は「卓越性の追求」と「公正の追求」だとした上で、クラス全体の利益を考えて行動する平田は「公正の追求」の典型であると述べている。

須藤健（）
声 - 竹内栄治
バスケ部に所属する不良っぽい見た目の男子生徒。学力および生活態度に問題を抱えており、入学試験の結果は学年最下位だった上に高度育成高等学校の創設以降の歴代最低記録を叩き出していた。一方で、身体能力は学年でもトップクラスであり、中学生の時点で高校生レベルのバスケット選手として頭角を現していた。
荒っぽい性格ではあるが、根は素直で友達想いであり、部活にも真剣に取り組んでいる。鈴音が暴行事件を解決したと思いこんでおり、鈴音に対し深い感謝と好意的な感情を持つようになる。
基本的に粗暴な面は変わらないが、これまでの自身の言動がクラス全体に度々迷惑をかけてきたことは自覚するようになったらしく、物事を力づくで解決する性格を抑えるように努力している。学業面は相変わらず芳しくないが、鈴音の指導もあり以前のような赤点状況からは脱しつつある。

池寛治（）
声 - 阿部太樹
須藤、山内と合わせて「3バカトリオ」と一部で呼ばれている男子生徒。一方で、明るい性格でコミュニケーション能力に優れており、アウトドアが得意な一面も持っている。当初は篠原と口喧嘩が絶えなかったが、1年生編第7.5巻のクリスマスに上級生に絡まれているところを助けて以降、彼女のこと意識するようになる。

山内春樹（）
声 - 岩中睦樹
池、須藤と合わせて「3バカトリオ」と一部で呼ばれている男子生徒。秀でた能力はなく、他人に対して嘘をつくなど自身を大きく見せる癖がある。クラスメイトの愛里に好意を抱いている。
同じ「Dクラスの3バカ」である須藤と池が精神的に成長していく中でも特に変化はなく、幼稚な行動を繰り返している。
2月に追加で行われたクラス内投票では今までの行い並びに、親しくしていた有栖の策略で清隆に批判票を集めさせようと暗躍していた事が露見したのも災いして堀北に退学候補として指名される。自らの退学を回避すべく、有栖に助けを求めるが彼女に呆気なく切り捨てられてしまい、退学となった。
担当声優の演技・役作り
山内春樹役を務める岩中は制作陣から第2期までは「池とは違う方向で馬鹿でいてほしい」と指示があったが、第3期では「山内は全世界に嫌われてほしいので、もっとクズでいてください」という指示に変わったことを明かしている。
評価
ライター・はるのおとはテレビアニメ『ようこそ実力至上主義の教室へ 3rd Season』第4話での山内春樹の行動について、現実世界でも軽く引いてしまうような行動ではあるものの、「こういう奴って現実にもいるよな」と考えさせられることもあると述べている。

高円寺六助（）
声 - 岩澤俊樹
「高円寺コンツェルン」の一人息子である金髪の男子生徒。性格はまさに唯我独尊そのもので、普段から「自分さえ良ければいい」と考え、そうした態度を隠そうともしない言動ゆえ協調性も非常に乏しく、クラス内では完全に孤立しているが、本人は気にもかけていない。普段から授業や試験に真剣に取り組まないため実力は未知数だが、驚異的な学力と身体能力の片鱗を覗かせており、清隆を含めた一部の生徒からは評価されている。
無計画に行動しているように見えて全てを緻密に計画しており、入学当初に知った卒業時のプライベートポイント現金化の制度からAクラスとして卒業する確実な方法に辿り着いていた。
担当声優の演技・役作り
高円寺六助役を務める岩澤は「同じ高校生なんだけど、一線を画すものがあるっていうところが声で伝わればいいなと思った」と振り返っている。また、回を重ねていくごとに「もっと美しく」「エレガントに！」という指示が増えたとのこと。
商品
テレビアニメのキャラクターデザイン担当・森田和明が書き下ろした高円寺六助の抱き枕カバーが少量限定で発売された。

幸村輝彦（） / 幸村啓誠（）
声 - 郷田翼
高い学力を持つ男子生徒。勉強が得意な反面、運動は苦手であり、学校内での友人は少ない。学力のみで人を判断する傾向があったが、クラスの足を引っ張るだけだった体育祭をきっかけにクラスメイトを見下すのをやめ、進んで協力するようになる。1年生編6巻にて「綾小路グループ」の一員となる。
自身と父親を置いて出ていった母親を卑劣な人間と嫌悪しており、母親につけられた下の名前（輝彦）で呼ばれるのが嫌で、「綾小路グループ」において、下の名前で呼び合うことになったときに「啓誠」と呼ぶように求めている。

三宅明人（）
声 - 鈴木崚汰
弓道部に所属する男子生徒で、学校内では一人でいることが多い。1年生編6巻にて「綾小路グループ」の一員となる。
中学時代は不良で、絡まれると暴力を振るうなど問題児だったが、現在は基本的に自分から喧嘩を売ることはせず、他人がトラブルを起こしているときは率先して止めに入るなど良識的になっている。

長谷部波瑠加（）
声 - 巽悠衣子
端正な顔立ちの女子生徒で、基本的には一人で過ごしていることが多い。1年生編6巻にて「綾小路グループ」の一員となる。
胸が大きいゆえに男子からの視線を向けられることが多く、本人は嫌悪感を抱いている。友達と認めた相手のことをあだ名で呼ぶ癖がある。自分の感情・好き嫌いに素直に行動するため、時に他人から不興を買うこともあるが、基本的に悪気はなく自分の振る舞いが不快にさせたと感じたときには素直に謝罪している。
交際経験は無いが、恋愛に関してはかなり理想が高いことを自覚している。過去に気になった人はいたが、話しかける勇気が出ずにこの感情が恋だったのかについて確かめられなかったことを後悔している。
キャラクターデザイン
トモセは「大人びているイメージ」で描いていたが、みんな可愛く描こうとするため他のキャラと被ってしまい、差別化をするためにオデコを出したという。

外村秀雄（）
声 - 川辺俊介
太めの外見で男子からは「博士」と呼ばれている男子生徒。身体能力は低く、運動嫌いでもあるが、中学時代からコンピュータ関係の能力は高い。普段は侍口調であるが、かなりアニメオタクで、アニメのキャラの口調を真似して喋る。清隆曰く、「言動や語尾は理解不能な部分も多いが、意外とコミュニケーションは取れる」とのこと。混合合宿以降は口調が普通になり、波瑠加からは「個性がなくなった」と評される。

佐藤麻耶（）
声 - Lynn
恵の友人の一人で彼女と同じギャル系の女子生徒。池に、「間違いなく男慣れしている」と評されているが、実際は交際経験およびデート経験は一度もない。 体育祭のリレーでの清隆の走りを見て以降、彼に好意を寄せており、彼に告白するもフラれている。
小学生時代は真面目で成績も良かったが、中学時代になると友人と遊び回るようになるなど不真面目になっていった。中学3年生になると改善が見られるようになったものの、高校入学後の成績は伸び悩んでいる。
櫛田の情報によれば佐藤は小野寺を嫌っており、この事実はそれなりに知れ渡っているとのこと。
また、軽井沢が清隆に好意を寄せているのに薄々気づいており、二人が付き合ってるのではないかと疑っている。
キャラクターデザイン
トモセはルックス的にメインヒロインっぽさはないが、三白眼気味で特徴のあるイラストであることから、描いてて楽しいキャラであると語る。

篠原さつき（）
声 - 香田沙織
恵や佐藤、松下たちとよく連んでいる女子生徒。人並みの社交性を兼ね備えているが、学力と身体能力は共に低い。当初は池と口喧嘩が絶えなかったが、1年生編第7.5巻のクリスマスに上級生に絡まれているところを池に助けられて以降は、彼のことを意識するようになる。
2年生編の無人島試験をきっかけに池と付き合うことになった。

松下千秋（）
声 - 田澤茉純
恵や佐藤、篠原たちとよく連んでいる女子生徒。学力や能力はクラス内では目立っていないが、実は清隆同様自分の実力を表に出しておらず、実際は身体能力や学力はクラス内トップクラス。鋭い感性を持っており、清隆の実力や恵が清隆に好意を抱いていることを確信している。
裕福な家庭に生まれ、容姿にも恵まれたことから、順風満帆な人生を歩んできたと自負しており、将来に対するビジョンも描いている。高度育成高等学校に入ってからは従来よりも大きな夢を描くようになっていたが、Aクラスでしか希望の進路を叶えられない事実を目の当たりにしてからは、Aクラスで卒業したいと思いながらも能力の高いクラスメイトのピースが足りないことに歯痒い思いを抱いていた。そんな中、清隆が自身と同じく高い能力を有していることを薄々感じていた彼女は、Aクラスでの卒業を叶えたいと同時に日々の退屈さからスリルを求めたいと思うようになり、清隆に接触するようになる。

王美雨（）
声 - 桜木アミサ
中国出身の留学生で、日本語が極めて堪能な少女。運動は苦手だが英語を筆頭に学力は高い。櫛田を初めとする仲の良い女子からは「みーちゃん」と呼ばれている。口下手で男子と話すのも苦手だが、平田に対しては好意を寄せており、清隆へ相談したこともある。

小野寺かや乃（）
声 - 小市眞琴
水泳部に所属する女子生徒。高い身体能力を有しており、水泳に留まらずスポーツ全般において非凡な才能を持つ。素行が悪く学力の低かった須藤に対して当初は避けていたが、部活動に真面目に向き合う彼の姿勢は評価しており、2年生編の体育祭で須藤とペアを組んでいる。それ以降は彼に好意を寄せるようになる。
キャラクターデザイン
トモセによると西野武子と似たポジションのキャラクターだと考えていたが、実際にカバーイラストで描くと可愛いキャラクターになったとのこと。また、トモセは八重歯にしたかったことを明かしている。

### Cクラス（龍園クラス）
龍園の暴力による独裁体制により成り立っている。しかし、特別試験の負けが続いてクラスが降格したためにクラス内で龍園に対する不満が強まった結果、石崎による下剋上を許し（形式上だが）龍園がリーダーを一時的に辞任。選抜種目試験終了後に改めて龍園がリーダーに君臨した。また、後述の葛城の移籍により、史上初となるクラス移籍者を迎え入れたクラスとなった。しかし、無人島サバイバル試験の惨敗がきっかけで時任を中心とする反龍園派の影響力も高まっている。
1年時3学期（1年生編第8巻）時点でDクラスに降格するも、選抜種目試験終了（1年生編第11巻）時点でCクラスに昇格する。2年生進級（2年生編第1巻）時点ではBクラスへ昇格する。無人島サバイバル試験終了（2年生編第4.5巻）時点でDクラスに降格するが、生存と脱落の特別試験終了（2年生編第10巻）時点でCクラスに昇格する。2年生学年末試験終了（2年生編第12巻）時点でBクラスに昇格する。
龍園翔（）
声 - 水中雅章
クラスのリーダーを務める男子生徒。頭の回転が速く、勝つためには手段を選ばずに様々な奇策で標的を陥れるため、他の生徒からは危険視されている。一方、クラス内では彼を恐れつつも実力は認められており、彼自身もクラスメイトの事をそれなりに大事に思っている節がある。本人は「努力が嫌い」と公言しているが、勝利への執着は非常に強く、そのためには労を惜しまない。

伊吹澪（）
声 - 小松未可子
口数が少なく協調性も欠けている女子生徒。身体能力が高く、特に格闘技術に長けている。クラスメイトの大半が入学後に龍園に忠実に従うようになった中で抵抗を示していたが、同時に龍園が最もAクラスに近い男だと認め、反抗心を抱きながらも龍園の方針に従う等、彼に対して複雑な感情を抱いている事が窺える。一方で石崎や真鍋など、他のクラスメイトに対しては露骨に嫌悪感を示している。清隆は伊吹の私服について「なかなか清潔感あって好感が持てる」と評している。また、嘘をつくときに無意識に相手の目を見て話す癖がある。
キャラクターデザイン
トモセは猫目な感じが他の女性キャラクターと異なっており、描いていて楽しいキャラクターであると述べている。
担当声優の演技・役作り
伊吹澪役の小松はテレビアニメ第3期で印象に残った台詞として「あんた この学校にいて楽しかった？」を挙げており、この台詞のアフレコの際には様々なニュアンスを試したことを明かしている。

椎名ひより（）
声 - 高橋李依
不思議な雰囲気を持つ女子生徒。授業態度は真面目で高い学力を持っているが、協調性は欠けている。幼少期から単独行動を好む性質であり、入学後も友人と呼べる存在はいないが、彼女自身それを望んでいる様子もない。また、読書好きであり、書籍選びのセンスも高い。
石崎からは何故か敬語を使われていて、龍園からも下の名前で呼ばれている。龍園から評価されるほどに頭がキレるが、争いごとを嫌うため手駒としてはあまり重要視されていない。しかし、龍園が一時的にリーダーの座を降りた際には彼の後任として金田とともに名前を挙げられていた。
キャラクターデザイン
トモセによれば、当初は衣笠から「メガネをかけた地味な感じ」との指示が出ていたという。また、トモセは「不思議ちゃんキャラみたいな感じ」でデザインしたと述べており、心がけた点としては「読書少女らしく太ももをむちっと描くこと」だったという。胸の大きさについても衣笠から気を付けて欲しいと指示が出ていたという。
評価
- 原作小説11巻と11.5巻の巻末アンケートの集計データを元にした「彼女にしたいランキング」では3位を獲得している。
- 「ねとらぼ調査隊」が2024年4月に実施した「アニメ『ようこそ実力至上主義の教室へ 3rd Season』で好きなキャラは？」と題した読者アンケートでは5位を獲得している。
- 『このライトノベルがすごい！』女性キャラクター部門では2021年度に初のランキング掲載（30位）を果たした。

金田悟（）
声 - 堀川誉
学力が高く、クラスの参謀的な立ち位置にいる男子生徒。感情の起伏が乏しいのが欠点だが、物事を客観的に見る能力に長けている。龍園が一時的にリーダーの座を降りた際には彼の後任としてひよりとともに名前を挙げられていた。
2月に追加で行われたクラス内投票にて賞賛票1位となり、プロテクトポイントを獲得した。

山田アルベルト（）
声 - Ricky
日本人と黒人のハーフであり高校生離れした体躯を持つ男子生徒。英語が堪能で授業態度も真面目だが、国語と数学をとても苦手としている。喧嘩の実力は龍園よりも上で3戦3勝している。入学当初は龍園に反抗していたが、最終的には屈する。それ以降は龍園に心酔するようになり、彼のボディーガード的存在として、失態を犯した生徒や龍園に歯向かう生徒に対して暴力による制裁・折檻を行う。ただし本人自身は争いごとが嫌いで、龍園の指示以外で暴力をふるうことはない。
キャラクターデザイン
トモセによれば当初のキャラデザはアフロだったという。
石崎大地（）
声 - 帆世雄一
中学時代から喧嘩などの不良行動を起こしていた問題児の男子生徒。アルベルトと同様に最初は龍園に反抗していたが、彼に屈した後は忠実に従うようになり、召使いのようにこき使われている。
龍園に酷使される形でたびたび使えないとやり玉に挙げられるも、本人は龍園の実力を認め彼をリーダーとして仰いでおり、龍園が清隆に敗れ退学を宣言したときには、アルベルトと共に自らの退学を賭けることで龍園の退学を阻止した。
屋上での一件以降は過去の件から清隆への態度を大きく改め、親友のように明るく話しかけるなど、仲を深めている。

真鍋志保（）
声 - 富田美憂
船上特別試験で伊吹と共に清隆と同じ兎グループになった女子生徒。龍園など自分より強い人物には弱腰だが、自分より弱い人物には威圧的な態度を取り、伊吹からも嫌悪されている。
船上特別試験で同じグループになった軽井沢の事を快く思っておらず、友人達と共に軽井沢に暴力を振るっていた。
その後、清隆に唆される形で友人達と共に軽井沢を虐めてしまい、結果として彼に弱みを握られてしまう。
体育祭では清隆の脅迫によってスパイ行為をやらされる羽目になり、龍園の計画を失敗に終わらせる。
ペーパーシャッフル試験の際に龍園にスパイ行為が露見するが、自分達を脅迫している候補者の名前を挙げることで事なきを得た。
2月に追加で行われたクラス内投票において龍園が退学に追い込まれるのを危惧した石崎の策略によって、龍園の身代わりにされる形で退学に追い込まれた。
キャラクターデザイン
テレビアニメ用にトモセがデザインしたキャラクターの一人。
小宮叶吾（）
声 - 長谷川芳明
バスケ部に所属する男子生徒で、1年生編第2巻の校内暴力事件に関与した一人。同じバスケ部の須藤によれば、2年生編第2巻時点でレギュラー目前の段階まで到達しているとのこと。篠原のことを「さつき」と呼ぶなど親しい間柄であると共に彼女に対して好意も抱いている。
根は悪い奴ではないらしく、暴力事件以降は須藤との仲も改善された模様。

西野武子（）
声 - 島田愛野
伊吹と同様にクラスでは孤立がちな女子生徒。龍園に対しても1年生編第6巻での犯人探しの際に反発するなど肝が据わった一面を見せている。修学旅行では清隆と同じグループになる。
キャラクターデザイン
トモセによると、西野武子のポジションであれば他のメインキャラクターでは出来ないような癖のあるルックスを描くことが可能となることから、「三白眼」「ぽってり唇」など自身の趣味を全開にしたデザインに出来たとのこと。衣笠は容姿は普通レベルで良かったとしているが、トモセによると石崎大地とのカップリングを考えた結果、少し可愛くなったとのこと。

時任裕也（）
反龍園派の男子生徒。かねてからリーダーとして振る舞う龍園を嫌っており、移籍後も龍園に対して従順な態度でいる葛城に食って掛かる。満場一致試験にて龍園を退学に追い込もうと暗躍していた。

### Bクラス（一之瀬クラス）
団結力こそ随一だが、リーダーである一之瀬の性格的に攻めの戦法に出れないとい致命的な弱点があり、2年生編以降はその事を危険視する者も現れはじめている。
2年生進級（2年生編第1巻）時点ではCクラスに降格する。無人島サバイバル試験終了（2年生編第4.5巻）時点で再びBクラスに昇格するも、満場一致試験終了（2年生編第5巻）時点でCクラスに降格する。生存と脱落の特別試験終了（2年生編第10巻）時点でDクラスに降格する。
一之瀬帆波（）
声 - 東山奈央
クラスのリーダーを務める容姿端麗でスタイルの良い女子生徒。明るく社交的な性格からクラスメイトに限らず多くの同級生と幅広く交友関係を持っている。Aクラスの有栖や葛城に匹敵する高い能力を有しており、担任教師からの信頼も非常に厚いが、中学時代に長期間欠席をしていたことが考慮されたためにBクラスへの配属となる。他の生徒とは比べ物にならないほどの大量のプライベートポイントを所有しているが、その入手方法は不正によるものではない。そのことについて有栖はクラス全員のポイントを預かる「金庫番」のような役割を果たしているのではないかと推理している。

神崎隆二（）
声 - 若山晃久
一之瀬を支える参謀的な立ち位置にいる男子生徒で、クラス内ではトップクラスの身体能力と学力を有している。Aクラス候補であったが、入学試験の面接時における消極的な言動や態度からBクラスに配属となった。人付き合いが苦手で、女子と話すのも苦手だが、同じ志を持つ仲間として一之瀬と協力し、Aクラスを目指している。

白波千尋（）
声 - 白城なお
一之瀬の友人で美術部に所属する女子生徒。柔らかい物腰で協調性もあるが、身体能力は低い。実は一之瀬に対して恋愛感情を抱いており、告白するも交際を断られる。それ以降も一之瀬とは良好な関係を保っているが、一之瀬への恋はまだ諦めていない模様。なお、一部の男子に対しては当たりがきついという一面を持っている。
テレビアニメ版では無人島特別試験でクラスのリーダーを務めている。

網倉麻子（）
声 - 綾瀬有
一之瀬の友人の女子生徒。いつも明るく、協調性が高い。修学旅行では清隆と同じグループになる。
キャラクターデザイン
テレビアニメ用にトモセがデザインしたキャラクターの一人。髪型がポニーテールとなっているが、それだと軽井沢恵と被るので、差別化させるためにトモセ曰く「整ったポニーテール」に仕上げたとのこと。
浜口哲也（）
声 - 石谷春貴
神崎と同様に一之瀬を支える参謀的立ち位置にいる男子生徒。身体能力は低いものの高い学力を有している。中性的な顔立ちをしており、女子からは男性を感じさせない生徒として人気がある。

渡辺紀仁（）
修学旅行で清隆と同じグループにいた男子生徒。クラスメイトの網倉に好意を抱いている。
キャラクターデザイン
トモセは読者によってビジュアルイメージが分かれそうなキャラクターであるとしており、デザインをどのようにしていくのか悩んだと述べている。

柴田颯（）
声 - 石川界人
サッカー部に所属する男子生徒。学力は普通だが身体能力は高く、1年生編5巻の体育祭では1年最優秀賞を受賞した。明るく活発な性格に加えて、仲間思いなため女子からの人気も高い。担任の星之宮からは「一之瀬の男子バージョン」と評されている。

姫野ユキ（）
やや高めの学力以外は平凡な女子生徒。内心では団結力の高い他のクラスメイトの言動を鬱陶しく思っているが、クラスの和を乱すことはしない。ただし、現状のクラスではAクラスに上がれないと危機感を抱いており、密かにクラスの改革を目指している。
キャラクターデザイン
本作では初の複数の髪色が入り混じったキャラクターとなっており、トモセはバーチャルYouTuberなどを参考にしたと述べている。

### Aクラス（坂柳クラス）
当初は葛城派と坂柳派に分裂して派閥争いをしていたが、1年時の体育祭以降は坂柳による一強体制となった。
下位クラスへの降格は2年生編の終盤（2年生編12巻）までは一度もなかったが、一名の自主退学によるペナルティでクラスポイントが引かれた事でCクラスに降格する。
坂柳有栖（）
声 - 日高里菜
クラスで葛城とリーダーを二分する容姿端麗な女子生徒。父親は高度育成高等学校の理事長。自らを「天才」と称するほど高い知力を有しているが、先天性心疾患を患っているため医師から一切の運動を禁じられ、歩行時には杖の使用を学校から許可されている。表向きは淑やかで普段の言葉遣いも誰に対しても丁寧であるが、その本性はかなり冷酷であり、保守的な葛城とは対照的に非常にプライドが高く攻撃的な思考をしている。

葛城康平（）
声 - 日野聡
クラスで有栖とリーダーを二分する高校生らしからぬ風貌の男子生徒で、全頭無毛症により若くして頭髪を失っている。非常に保守的な考えを持つため、クラス内では有栖と敵対関係にある。また、敵である他クラスの生徒にもアドバイスを送るなど素直な面も持ち合わせている。2年生編2巻にて龍園からの勧誘を受けて2000万ポイントでクラスを移籍して龍園クラスの一員となり、彼の参謀的な立ち位置となる。
高校入学前は常にトップの成績を収めており、生徒会にも所属していた経験を持つ。高校においても生徒会に入ろうとしたが、南雲の影響下に入る事を危惧した学により入る事は出来なかった。

戸塚弥彦（）
声 - 本橋大輔
葛城派の男子生徒で彼を慕い、彼からも慕われている。際立った能力はないが、優れた指導者から慕われるような処世術を身に着けている。Aクラスの生徒としてのプライドが高く、下位クラスの生徒を見下す傾向があり、特にDクラスの生徒を「不良品」と侮辱している。
坂柳がクラスを支配した後も葛城に従っており、2月に追加で行われたクラス内投票にて葛城が退学候補に指名された際はクラス内で唯一、抵抗を見せていた。
その後、自らの退学を覚悟した葛城に今後は有栖に付いていくようにと諭されて泣く泣く引き下がっている。
しかし、有栖の本当のターゲットは葛城ではなく戸塚の方であり、彼女に嵌められる形で退学に追い込まれた。

神室真澄（）
声 - 佐倉綾音
坂柳派の女子生徒で、身体に障害を抱える彼女の右腕として行動している。口数が少ない上に協調性もかけており、親しい友人もいない。手癖が悪く、入学した直後にコンビニで万引きしようとしたところ、それを有栖に目撃される。神室の万引き話を聞いた清隆からは「誰にも必要とされてなかった」ことに闇を抱えていたと分析されている。
有栖に上述の弱味を握られて仕方なく従っているだけでおよそ忠誠心は無く、本人は今すぐにでも解放されたいと願っているが、上述での心の闇から万引きを繰り返してきた彼女にとって、有栖から手駒扱いであれ必要とされていることには、有栖の冷酷さへの不満とは別に充実感も持っている模様。
キャラクターデザイン
衣笠は「堀北鈴音っぽいキャラ」のデザインを指示したという。

橋本正義（）
声 - 阿座上洋平
坂柳派の男子生徒。総合的に高い能力を持ち、龍園や神崎など他クラスの生徒とも繋がりを持っている。有栖には忠実だが、根底は有利な陣営に属していたいというものであり、約束されたAクラスを手に入れるためならば有栖も裏切ることを示唆している。
混合合宿の夜における堀北学と南雲の会話で清隆の名前が出た事をきっかけに清隆に興味を持ち、彼を独自に監視するようになる。
担当声優の演技・役作り
橋本正義役の阿座上はテレビアニメ第1期のアフレコの際に監督から「とにかく不敵に飄々に」演じて欲しいと指示を受けたことを明かしている。また、阿座上は橋本が恵を口説くシーンがテレビアニメ第3期の中で印象に残っているとしており、このシーンでは「軽井沢にチャラチャラと言い寄りつつも、視界の端では綾小路を捉えている」という構図になるように演じたと振りかえっている。

鬼頭隼（）
声 - 野津山幸宏
坂柳派の男子生徒。クラス内では武闘派であり、神室や橋本と共に有栖の側近として行動することが多い。1年生編11巻の選抜特別試験でのバスケ勝負では須藤と好勝負を繰り広げており、高い身体能力を有していることを窺わせる。

山村美紀（）
学力は高いが、非常に影の薄い女子生徒。それゆえに尾行が得意であり、有栖からはクラスで唯一頼りになる生徒とそれなりに評価されている。修学旅行では清隆と同じグループになる。

森下藍（）
坂柳クラスの女子生徒。他人をフルネームで呼ぶ癖があり、クラスメート達からも変わり者扱いされている。
一見、身体能力も学力も平均的な普通の生徒に見えるが、実は洞察力と直感に優れており、清隆からも高円寺クラスの実力を持つ人間と指摘されている。

真田康生（）
学力が高く、物腰の柔らかい男子生徒。吹奏楽部に所属しており、同じ部活の後輩と交際している。

白石飛鳥（）
坂柳クラスの女子生徒。物静かそうな見かけとは裏腹に男慣れしているらしく、「100人斬り」とのこと。

## 2年生→3年生→卒業生
2年生編第1巻において進級、2年生編第12.5巻にて卒業した。
南雲雅（）
声 - 斉藤壮馬
Aクラスに所属する生徒会副会長。1年生編第6巻にて生徒会長に就任した。口調は軽いが自信家な発言が多く、自身の先輩とも言える学に対しても挑戦的な発言を取る。自信家を超えて傲慢さも目立っており、生徒会に引き入れた女子生徒を自分の「私物」と言い放つなど、女性蔑視している部分もある。反面、実力を持ち、自分に刃向かうほどの気骨を持つ生徒に対しては面白いと評価する所もある。しかし、一番評価するのはプライドが高い人物より、プライドを捨ててでも周りを利用してのし上がろうとする人物である。
元はBクラスの生徒で自力でAクラスに上がったため、一之瀬は憧れており目標にもされている。生徒会長になった暁には究極の実力主義の学校にすると言っているが、どのような改革かは現時点では不明。しかし現在の学校の制度をろくに退学者を出さない甘い制度と語っており、学から彼の政策が実行されると、前代未聞の退学者を出すと危惧されている。現在の3年生において自身が所属するAクラスのみならず全てのクラスを掌握する等、有栖や一之瀬、龍園ですら成し遂げられなかった相当難しい戦略を簡単に成功させている。女性関係については、クラスメイトの女子との電話での会話からかなり奔放に行動している事が窺える。
キャラクターデザイン
トモセによれば、南雲は描いていて難しく複雑なキャラだったらしく、「イケメンだが色々と腹に抱えてそうな感じ」を出せるように心がけたという。

桐山生叶（）
声 - 山下誠一郎
Bクラスに所属する男子生徒。南雲率いる生徒会では副会長を務める。以前はAクラスだったが、南雲の率いるクラスに敗れ、Bクラスに落ちる。学と同様に学校の伝統を守ることを信条としており、それを覆そうする南雲に反発し、表向きは従いながらも学と結託し、南雲の失脚を狙っている。

朝比奈なずな（）
声 - 雨宮天
Aクラスに所属する女子生徒。恵に似たラフな外見と口調に反し、性格は義理堅く恩義を忘れないと評判。南雲と親しい間柄だが、南雲を崇拝しているわけではなく、清隆からも学年の中で「1番まとも」と評されている。一之瀬とも親しくしており、彼女のことを「帆波」と呼んでいる。
キャラクターデザイン
トモセによれば、衣笠から「ギャル系」のデザインを指示されており、同じギャル系の軽井沢恵と特徴を変えなければと思い、ひまわりの髪飾りをつけたという。

鬼龍院楓花（）
Bクラスに所属する容姿端麗な女子生徒。全学年で唯一、OAAで学力・身体能力共にA＋の評価を受けている。反面、単独行動ばかりでクラス内では異端として見られており、自身の能力ならAクラスでなくともどんな進路でも実現できるという自負もあり、上位クラスを目指すというシステムにも興味を持たない。クラスメイトの桐山は「高円寺に似ている」と述べるなど鬼龍院を嫌悪しているが、彼女はまったく気にしていない様子。清隆を「面白い生徒」「学や南雲とは違った空気感を持っている」と評価している。
キャラクターデザイン
トモセはかなりの試行錯誤を重ねてキャラクターデザインを完成させたとしており、1番描くのが難しいキャラクターであることを明かしている。また、トモセは描くたびにもっとカッコよく描ける気がすると考えており、自身が納得できるまでたくさん描きたいキャラクターの一人だと述べている。

## 3年生→卒業生
1年生編第11.5巻にて卒業した。
堀北学（）
声 - 梅原裕一郎
Aクラスに所属する生徒会長。1年生編第6巻にて生徒会長を退任した。歴代生徒会長の中で最高と言われるほど優秀であるが、厳格な性格ゆえに在校生から向けられる視線も畏怖に満ちている。頭脳明晰だけでなく空手5段、合気道4段と武術の類にも長けている。鈴音の兄だが、鈴音には冷淡な態度で接する上、鈴音への虐待同然の制裁を平然と行う。
名声や人望に加え組織を率いるにふさわしい才覚の持ち主であり、人の本質を見極め評価するなどの器も持つが、意外にも保守的で大義がなければ大胆な決断ができないなど内面的には弱い部分がある。故に己の才幹と行動の正しさを疑わない南雲との相性は非常に悪く、彼との権力争いにおいては後手に回る結果となる。また、冷厳な態度とは裏腹にクラスで一人の退学者を出さずに導くことが理想の指導者であるという信念を持ち、クラスメイトを救うためには労力を惜しまないなど、指導者としては平田や体育祭以降の鈴音と同様仲間を重視する善良さを持っている。
担当声優の演技・役作り
堀北学役を務める梅原は「『とにかく上から目線で高飛車にやってほしい』と指示を受けたので、いつでも戦えるような刺々しさに加えて、他者に対する分かりやすい攻撃性ではなく、『怒らせたらヤバい！』みたいな怖さを感じさせらたらいいなと思い演じた」と振り返っている。
キャラクターデザイン
トモセによれば、かっこよさや威厳を出すために乙女ゲームなどを参考にしたという。

橘茜（）
声 - 小原好美
Aクラスに所属する生徒会書記。1年生編第6巻にて生徒会書記を退任した。学を誰よりも信頼しているが、清隆を生徒会へ勧誘した際は動揺を隠せなかった。以降学に対しぞんざいな態度を見せる清隆に対して厳しい態度を取っている。
生徒会引退後も学の傍に付き添い続けており、清隆曰く「上下関係以外のものを感じさせることは明らか」とのこと。

## 新1年生→新2年生
2年生編から新たに登場する生徒達。3年生編第1巻にて進級した。
七瀬翼（）
Dクラスに所属する女子生徒。明るく社交的な性格で、同級生に対しても敬語で接するほど物腰が柔らかい。一方で、暴力に屈さない信念を持っており、天沢や宝泉にも一目置かれている。また、時折鋭い眼光を放ったり、清隆に対して何か含むものを抱くといった、なんらかの裏があるような様子も見せる。
キャラクターデザイン
衣笠・トモセ両名によれば「初期ラフからかなり変わったキャラクター」とのこと。当初は「王道な美少女」が想定されていたが、制作の過程で目の部分に何度も修正指示がなされ、最終的に「くりくりした感じ」の目に落ちついたという。

宝泉和臣（）
Dクラスに所属する大柄な男子生徒で龍園同様に暴力でクラスを支配している。中学時代に番長格として龍園と並ぶほど名を馳せていた。粗暴な性格で、上級生や龍園に対しても尊大な態度で接する。実際に喧嘩の実力も高く、須藤や鈴音を圧倒している。
同じく中学時代は不良だった龍園や三宅は彼の存在を認知していたが、顔を合わせた事はないため、清隆からは成り済ましの可能性も疑われている。

椿桜子（）
Cクラスに所属する女子生徒。サバサバした印象があり、間延びした話し方をするが、清隆を待たせたまま宇都宮への連絡を優先する大胆さも見せている。学力・身体能力を含めた全体的な能力は高くないものの、清隆には頭脳系ではないかと思われている。実際に洞察力には自信があると公言しており、清隆でも見抜けていなかった八神の本性にも気づいている。同じクラスの宇都宮と行動を共にする事が多い。
また、特別試験では自らの退学を覚悟の上で意地でも清隆を退学に追い込もうとするなど、彼に何かしらの執着心がある模様。
キャラクターデザイン
衣笠・トモセ両名によれば「初期ラフからかなり変わったキャラクター」とのこと。衣笠の担当編集者は椿のキャラデザについて「ギャルっぽい容姿」だと評している。

宇都宮陸（）
Cクラスに所属する男子生徒でクラスのリーダー的な存在。宝泉の暴力に不満を抱いており、クラスメイトが退学に追い込まれたのも宝泉の仕業だと疑っている。清隆をはじめとする上級生に対しては敬語で接しているが、敬語が崩れて口調が荒くなる場面もあった。喧嘩の腕もそれなりに高いらしく、宝泉から関心を持たれていた。
同じクラスの椿と行動を共にする事が多いが、彼女から隠し事をしているのではないかと指摘されたり、特別試験においては彼女に無断で独断行動に走るなど、彼なりに別の思惑があると思われる。
キャラクターデザイン
トモセによると、作中で大活躍するカッコいいキャラだと想定しており、かなりイケメンに描こうと考えていたと述べている。

八神拓也（）
Bクラスに所属する男子生徒。鈴音や櫛田とは同じ中学校の出身。櫛田とは互いに顔見知りだった模様。学力は非常に高く、櫛田からも「とても頭が良かった生徒」との印象を持たれていたほど。
生徒会に所属している。
その一方で椿からは清隆を一番退学させたがってるように見えると評されており、更に櫛田を過去の事件の事で弱みを握って自らに協力させるなど、彼には何らかの裏の顔があるかのような描写が見られる。
キャラクターデザイン
衣笠・トモセ両名によれば「初期ラフからかなり変わったキャラクター」とのこと。元々は、「イケイケでカッコいいキャラクター」だったが、そうすると新たな3人の男性キャラクターが全員「カッコいい系」で被ってしまうことが懸念され、「童顔寄りの可愛いキャラクター」になった。

天沢一夏（）
Aクラスに所属する女子生徒。ギャル系の見た目に反した高い学力と身体能力を有している。気分屋でデリカシーに欠け、言いたいことを直接言う性格のため、クラスでは孤立している。本人によれば好きな男性のタイプは肉体的に強い男と料理が出来る男とのこと。
また、清隆には愛を超えた感情を持っているらしく、彼の身近にいる女子（主に軽井沢や櫛田）には過剰なまでのマウントを取るなど、異常さが目立つ。
キャラクター設定・キャラクターデザイン
元々は「麻宮」という苗字だったが、現在の名前に変更されている。七瀬翼とは対照的なキャラクターとしてデザインされており、新たに追加される3人の女性キャラクターの中に「怪しい雰囲気の妖艶なキャラクター」を一人登場させたかったとトモセは述べている。髪型については「ギャル感を出したい」というトモセの思いが反映された形となっている。

石上京（）

Aクラスに所属する長身の男子生徒。学力は非常に高い反面、身体能力は低い。神崎によると、「優秀で情に厚いうえに実行力があり、Aクラスのリーダーとして認められている」とのこと。面倒な事が嫌いなタイプであり、無人島サバイバル試験前の1年生の談合では会話の得意なクラスメイトを代役にしていた。
キャラクターデザイン
衣笠はトモセに「かなり強キャラっぽくしてほしい」と指示を出した。衣笠によると他の新1年生たちと違って名前だけが先に判明し、電話越しでの台詞もあることで読者の間でぼんやりとしたイメージがついてしまっており、読者を納得させる必要性に駆られたことから自身の中でイラストに対するハードルが上がっていたとのこと。また、衣笠は宝泉和臣のように見た目から明らかな強キャラと分かるキャラではないが、イラストを見て、「このキャラクターは強い」と分かるようなキャラクターが欲しかったと述べている。

## 教職員
茶柱佐枝（）
声 - 佐藤利奈
Dクラス（堀北クラス）の担任教師。 Dクラスの生徒に対して辛辣な態度を取ったり、自分のミスを指摘されても悪びれないなど、教育者として相応しくない言動と態度が目立つ。星之宮と真嶋とは高校時代からの付き合い。
高校時代にDクラスとしてAクラスを目指していた時、自らのミスでAクラスへの目標が失われたことにずっと負い目を感じており、Dクラスの担任を任されている今でも自分の担当するDクラスをAクラスにすることに情熱を抱いている。今までは生徒に恵まれなかったため表向きには野望を封じていたが、成守から清隆の話を聞き、さらに同クラスに鈴音・櫛田・平田・高円寺などの人材が揃ったことで自らの野望を再燃させ、自分同様Aクラスにこだわる鈴音を利用して清隆がAクラスを目指すよう仕向ける。
キャラクターデザイン
トモセによれば、美少女ゲーム『だぶる先生らいふっ』に登場する先生的なキャラをリベンジで出したかったという。
評価
- 『このライトノベルがすごい！2016』のコーナー「こころが震えた名セリフ！」では1年生編第1巻で平田洋介が発した「茶柱先生。僕らはそんな話、説明を受けた覚えはありません」とそれに対する茶柱佐枝の返答「なんだ。お前らは説明されなければ理解できないのか」が紹介されている。
- 『マンガペディア』が発表したアニメキャラクターの中からポニーテールが似合う女性10人を紹介する「魅力的なポニテ美少女10選」ではその一人として選出された。

坂上数馬（）
声 - 山本兼平
Cクラス（龍園クラス）の担任教師。自身の成績を気にしているため、龍園を中心としたクラスの生徒たちによる数々の問題行動を容認している。

星之宮知恵（）
声 - 金元寿子
Bクラス（一之瀬クラス）の担任教師。明るくフレンドリーな性格のため男女問わず生徒から慕われている。一方で酒好きで二日酔いのままホームルームを行うなどだらしない面もある。茶柱と真嶋とは高校時代からの付き合い。Dクラスの生徒では茶柱が気にかける清隆に注目している。

真嶋智也（）
声 - 杉崎亮
Aクラス（坂柳クラス）の担任教師。船上で無人島における特別試験の説明を行うなど、学年の教師陣を取りまとめている。茶柱と星之宮とは高校時代からの付き合い。
普段は堅物だが、生徒想いであり、退学者を強制的に選出する特別試験「クラス内投票」の実施が決定した際には学校側に異を唱えている。

司馬克典（）
Dクラス（新1年）の担任教師。実は月城の配下にあり、清隆を退学にすべく協力している。

坂柳成守（）
声 - 宮本充
高度育成高等学校の理事長で、Aクラスに在籍している有栖の実父でもある。口調は柔らかいが権力者にも臆さない度量と信念を持つ。理事長に就く前から清隆の父親である篤臣と接点があり、彼を「綾小路先生」と呼んでいる。
高度育成高校の理事長を引き継いでからは篤臣とは会っていないが、今でも彼に尊敬の念を抱き、自身も父親と学校の考えに賛同して学校運営に専念している。本来清隆は学園の入学者リストに無く不合格となるはずだったが、清隆を昔から知る成守は清隆がこの学園へ入学希望を出すことの事情を察知し、独断で彼の入学を手配する。
月城常成（）
声 - 竹内良太
不正発覚により謹慎中の成守に変わって赴任した理事長代行。高度育成高等学校の在り方に疑問を呈し、学外から人を招いた文化祭の開催を目論むなど大きく改革しようとしている。実は篤臣の息のかかった人物であり、清隆に自主退学を迫るものの相手にされなかったため、退学の可能性を大きく含んだ特別試験の追加や、1年生最後の試験へ極秘で介入するなどの強硬手段に出る。
キャラクターデザイン
トモセによれば、一見柔らかそうな印象を受けるキャラにするように衣笠から指示されたという。また、トモセは本作には糸目キャラがいなかったことから、ここで糸目キャラを出すべきだと思ったという。

## その他
綾小路篤臣（）
声 - 増谷康紀
清隆の父親。職業は一切明かされていないが、日本という国に対してほぼ全ての場所に手を回すことのできるほどの権力を持っている。政府の運営する高度育成高等学校を、少なからず敵地と考えているため、政府の関係者ではない模様。清隆とは互いに親子という認識を持っておらず、互いに淡泊な対応をしている。
自分が絶対主義だと確信する程の傲慢さと、敵対する人間を一切の躊躇なく破滅させる非情さを併せ持つ性格。成守曰く「（清隆の両親・祖父母含み）天才やエリートというわけではないが、その精神力で敵をねじ伏せてきた」とのこと。とある計画・野望を遂行しており、ホワイトルームを稼働させ、自分の意思を継ぐ多くの人間に学問・武術などあらゆる教育を施している。中でも息子の清隆は「自身の最高傑作」として自負しており、彼を「いずれ自分を超え日本を動かしていくべき存在」と呼んでいる。
なお、アニメでは綾小路父と表記されていた。

松雄（）
綾小路家の執事。清隆に高度育成高等学校に逃げ込むというアイデアを出した人物。清隆によれば「非常に面倒見が良く、どんな子供にも好かれる人間だった」とのこと。清隆の入学後、篤臣から焼身自殺したと伝えられた。